# Möckmühl
Möckmühl  est une ville de Bade-Wurtemberg (Allemagne), située dans l'arrondissement de Heilbronn, dans la Région de Heilbronn-Franconie, dans le district de Stuttgart.

## Personnalités liées à la commune
- Gustave-Hermann d'Alvensleben (1827-1905), général mort à Möckmühl.

## Jumelages
- Cherasco (Italie) depuis 2001
- Piliscsaba (Hongrie) depuis 2004